# Jean Lassère
Pour les articles homonymes, voir Lassère.
Jean Lassère, né le 1er mars 1917 à Aspet (Haute-Garonne) et mort le 13 novembre 1974 à Neuilly-sur-Seine (Hauts-de-Seine), est un homme politique français.

## Détail des fonctions et des mandats
Mandat parlementaire
- 11 mars 1973 - 12 novembre 1974 : Député de la 6e circonscription de la Haute-Garonne